# Храм Серафима Саровского (Юбилейный)
Храм Преподобного Серафима Саровского, именуемый также Серафимовский храм — приходской храм Королёвского (до 29 октября 2019 года — Ивантеевского, до декабря 2011 года — Пушкинского) благочиния Московской епархии Русской православной церкви. Расположен в микрорайоне Юбилейный (до 2 июня 2014 года — город Юбилейный) города Королёва Московской области. Первый православный храм города Юбилейного. При храме действует воскресная школа.

## История
Строительство Серафимовского храма связано с возникновением весной 1997 года православной общины в городе Юбилейный. Первоначально Администрацией города для нужд общины было выделено подвальное помещение по адресу Парковая улица, 3. На первом собрании православных жителей города 10 апреля 1997 года был выбран её небесный покровитель — Серафим Саровский и было принято решение о строительстве храма.
По договорённости с Администрацией города в декабре 1999 года начались первые подготовительные работы по возведению церкви. Постановлением Главы города № 153 от 27 марта 2000 года было юридически оформлено предоставление земельного участка на Пушкинской улице. К весне 2000 года был завершен фундамент здания и началось возведение стен. 24 ноября 2000 года в храме преподобного Серафима Саровского была отслужена первая Литургия, а 30 сентября 2001 года храм был торжественно освящен Высокопреосвященным Григорием, архиепископом Можайским.
29 октября 2003 года во дворе храма по инициативе мэрии и организации жертв политических репрессий города Юбилейного был установлен памятный крест — Памятник жертвам политических репрессий. Ежегодно 30 октября в День памяти жертв политических репрессий жители города в знак памяти приносят к нему цветы и зажигают поминальные свечи.
В преддверии единого дня голосования — 4 марта 2012 года — в городской прессе стала распространяться информация об угрозе сноса Серафимовского храма. Основанием тому якобы послужил отказ местных властей на просьбу настоятеля храма Серафима Саровского о безвозмездной передачи в собственность общины земли на которой находится храм. В результате разбирательства информация о сносе была опровергнута Администрацией города Юбилейного. Постановлением Главы города № 659 от 23 декабря 2011 года земля под храмом была предоставлена в безвозмездное срочное пользование православной общине Серафимовского храма сроком на 43 года.

## В составе благочиния
10 мая 2011 года в Серафимовском храме состоялось собрание духовенства Пушкинского благочиния, к которому принадлежал храм. 2 сентября 2011 года из состава Пушкинского благочиния был утверждён Ивантеевский благочиннический округ, в который вошёл, в том числе, храм Серафима Саровского города Юбилейного. На основании решения Епархиального совета от 29 октября 2019 года Ивантеевское благочиние переименовано в Королёвское.
В храме служат четверо священников, ответственных за различную социальную работу в Королёвском благочинии:
- протоиерей Александр (Александр Геннадьевич Бекещенко) — настоятель храма;
- иерей Андрей (Андрей Евгеньевич Шмырёв) — ответственный по взаимодействию с МЧС;
- иерей Павел (Павел Павлович Тындык) — ответственный по работе с молодёжью;
- иерей Даниил (Даниил Владимирович Акимов) — ответственный по взаимодействию с тюремными учреждениями.